# Estación Benítez
Benítez es la estación ferroviaria de la localidad homónima, Partido de Chivilcoy, provincia de Buenos Aires, Argentina.
La estación corresponde al Ferrocarril Domingo Faustino Sarmiento de la red ferroviaria argentina y se ubica a 171 km al oeste de la estación Once.

## Servicios
Desde agosto de 2015 no presta servicios de pasajeros. El servicio de Trenes Argentinos Operaciones entre Once y Bragado no cuenta con parada en esta estación.

## Toponimia
El nombre de la estación hace honor a Máximo Benítez, quien fuera el donante de las tierras, donde en 1877, se inaugura la estación.